# Affaire du pain maudit
L’affaire du pain maudit est une série d'intoxications alimentaires qui frappe la France pendant l'été 1951, dont la plus sérieuse à partir du 16 août à Pont-Saint-Esprit (Gard) où elle fera cinq, voire sept morts, cinquante personnes étant internées dans des hôpitaux psychiatriques, et deux cent cinquante personnes atteintes de symptômes plus ou moins graves ou durables.
Cliniquement, les symptômes étaient ceux d'une forme mixte d'ergotisme, mais ce diagnostic n'a pu être prouvé. Pour la Justice, la cause est une farine avariée.
Des enquêtes récentes pointent la responsabilité de la CIA américaine dans une intoxication expérimentale au LSD et, en novembre 2022, un document en cours de déclassification de la CIA vient relancer la piste de la responsabilité de l'agence américaine.

## Contexte
La France, marquée par les pénuries et les succédanés de la période de l'occupation allemande, souffre des mêmes maux à la Libération. Voulant assurer la sécurité alimentaire, les responsables politiques de l'après-guerre importent de l'étranger de l'aide alimentaire et mettent en place le « contrat de subsistance » pour assurer le ravitaillement alimentaire des villes et des campagnes. La filière d'approvisionnement et de production de céréales est l'objet particulier de cette politique dirigiste car la demande est vive pour le pain. La « bataille du pain » engagée à cette époque est cependant loin d'être gagnée, notamment à Pont-Saint-Esprit dont la région est représentative de l'agriculture gardoise qui favorise la vigne par rapport au blé, dont la production a reculé considérablement depuis le début du siècle et est loin de satisfaire les besoins alimentaires des habitants. L'importation de céréales, l'absence de concurrence entre meuniers (le Gard est ravitaillé principalement par les Grands moulins de Corbeil et la minoterie marseillaise) et la fixation administrative des prix expliquent que la qualité de la farine dans cette région est médiocre et source de controverses.

## Déroulement
L'affaire débute le 16 août 1951 lorsqu'une partie de la population de Pont-Saint-Esprit (petite ville de 4 500 habitants) tombe profondément malade. Les trois médecins de Pont-Saint-Esprit sont assaillis de demandes concernant des patients atteints de frissons, de maux de ventre, de vomissements, de bouffées de chaleur, voire d'hallucinations. Les médecins suspectent une intoxication alimentaire d'après les symptômes. Ils ne trouvent initialement aucune source possible pour cette intoxication puis soupçonnent le pain. On déplore cinq morts dès les premiers jours, et deux autres un jour plus tard. Le 21 août, 130 personnes sont intoxiquées, 6 sont hospitalisées, dont 3 enfants. Rapidement, les Spiripontains, effrayés par le pain, se rabattent sur les biscottes. La situation se dégrade le 23 août. La nuit du 25 au 26 août (appelée la « nuit de l'apocalypse » par les habitants de la région), 23 personnes souffrant d'hallucinations sont internées d'urgence à l'hôpital de Pont-Saint-Esprit et plusieurs se jettent par la fenêtre. Suivant les auteurs, deux cents à trois cent vingt personnes sont plus ou moins gravement atteintes, cinq à sept sont mortes (décès directement ou indirectement attribuables au pain qu'elles ont consommé), dont une de 25 ans, et une trentaine restent plusieurs mois en hôpital psychiatrique.
L'enquête judiciaire menée à l'époque ne permet pas de déceler la cause exacte de ce mal. Un journal, cité par l'historien Steven L. Kaplan, observe : « Alors, faute du nom du mal, on veut connaître celui de l'homme responsable. Les versions les plus abracadabrantes circulent. On accuse le boulanger (ancien candidat RPF, protégé d'un conseiller général de De Gaulle), son mitron, puis l'eau des fontaines, puis les machines à battre modernes, les puissances étrangères, la guerre bactériologique, le diable, la SNCF, le pape, Staline, l'Église, les nationalisations. »
Le corps médical pense alors que c'est un pain maudit qui aurait pu contenir de l'ergot du seigle, mais sans en avoir la preuve. Le seul point commun entre toutes les victimes est en effet d'avoir acheté et consommé le pain de la boulangerie de Roch Briand. La consommation de ce pain provoquant vomissements, maux de têtes, douleurs gastriques, musculaires, et accès de folie (convulsions démoniaques, hallucinations et tentatives de suicide), ce syndrome pourrait évoquer l'ergotisme. Lors des réunions de crise, est également évoquée une intoxication par le dicyandiamide de méthylmercure, un produit contenu dans un fongicide utilisé pour la conservation des grains, mais cette piste est vite abandonnée. Ne voulant pas stigmatiser son ami Roch, le maire impose la fermeture des trois boulangeries et ordonne qu'on y fasse des prélèvements de farine.
L’enquête du commissaire Sigaud s’oriente très rapidement vers un meunier poitevin de Saint-Martin-la-Rivière, Maurice Maillet, accusé d’avoir mélangé à la farine employée à Pont-Saint-Esprit du seigle avarié, et vers le boulanger Guy Bruère qui lui aurait fourni ce seigle. Maillet avoue et déclare : « Je n’ai pas osé livrer cette marchandise de mauvaise qualité dans ma commune, alors je l’ai expédiée à Pont-Saint-Esprit. » Les Spiripontains applaudissent à l'arrestation de ces deux hommes fin août. Tous deux passent deux mois en prison avant d'être innocentés et d'obtenir leur libération « provisoire » fin octobre 1951, un laboratoire militaire d'analyse de Marseille n'ayant trouvé aucune trace d'ergot de seigle ni dans le pain, ni dans la farine.

## Six hypothèses

### L'hypothèse «ergot de seigle»

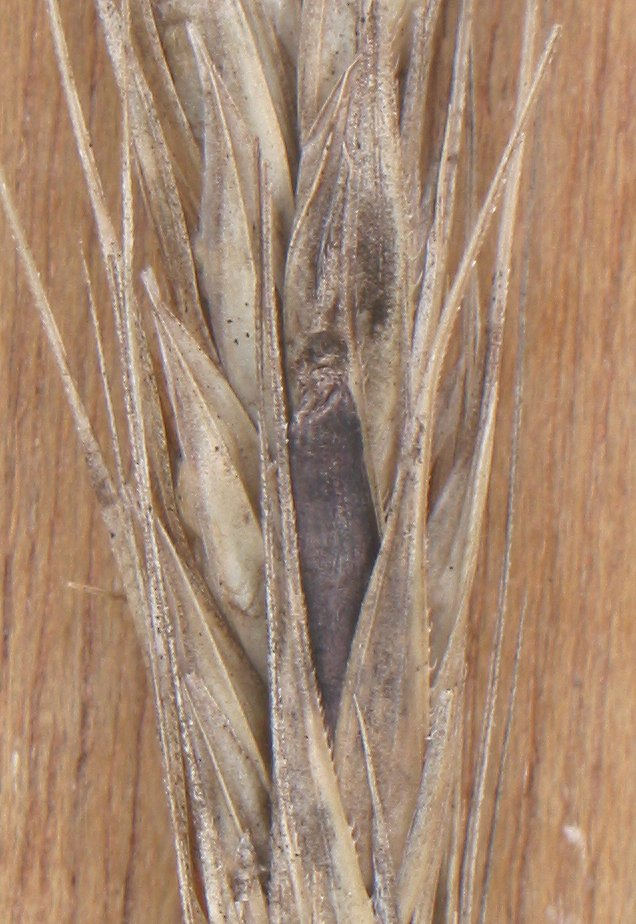
Ergot du seigle sur un épi de seigle.

En 1951, le corps médical avait estimé que le « pain maudit » aurait pu être contaminé par de l'ergot du seigle (Claviceps purpurea), un champignon parasite des graminées qui sécrète notamment l'acide lysergique, dont est dérivé le LSD, et à l'origine de l'ergotisme. Mais ce diagnostic n'a jamais pu être prouvé. C'est néanmoins une thèse assez probable, les traitements fongicides contre l'ergot du seigle n'étant pas très développés à l'époque.

### L'hypothèse «Panogen»
Le juge d'instruction ferme le dossier en juillet 1954, prétendant qu'il a trouvé l'origine à cette intoxication : elle serait due à l'ingestion de dicyandiamide de méthyl-mercure, un produit contenu dans un fongicide (« Panogen ») utilisé pour la conservation des grains ayant servi à faire la farine. La justice retient donc cette hypothèse, mais cette piste a fini par être abandonnée à la suite d'une thèse en pharmacie soutenue en 1965 par J. Cadiou,. Elle est également mise en doute par Steven Kaplan.

### L'hypothèse «mycotoxines»
En 1982, le professeur Moreau, toxicologue spécialiste des moisissures, a émis l'hypothèse que l'intoxication de Pont-Saint-Esprit aurait pu provenir de mycotoxines, substances produites par des moisissures (Aspergillus fumigatus) pouvant se développer dans les silos à grain. Les effets toxiques des mycotoxines sont aujourd'hui bien connus en médecine vétérinaire, mais étaient quasiment inconnus en 1951.

### L'hypothèse «agène»
Le 3 janvier 1952 déjà, la police et les agents des fraudes mènent une grande opération dans les moulins de France : une perquisition simultanée chez 152 meuniers révèle que certains utilisent des appareils de blanchiment de fabrication allemande (les farines très blanches étant à l'époque préférées par les consommateurs), machines illégales employant de l'agène. L'ingestion de ce composé chimique pathogène aussi dénommé trichlorure d'azote provoque des symptômes assez similaires à ceux de Pont-Saint-Esprit. Les 74 meuniers pris en flagrant délit sont rapidement défendus par l'ANMF (Association nationale de la meunerie française) qui brandit la menace d'une filière en péril. Devant ce risque, le juge d'instruction ordonne d'arrêter l'enquête.
Outre l'hypothèse des mycotoxines, Steven Kaplan retient celle de ce blanchiment artificiel du pain à l'aide de l'agène.

### L'hypothèse LSD 25
Paru en octobre 2009, le livre A Terrible Mistake, du journaliste américain indépendant Hank P. Albarelli Jr., concernant la mort de Frank Olson, un scientifique de Fort Detrick et les expériences de contrôle mental menées par la CIA dans les années 1950, avance une hypothèse selon laquelle la CIA aurait testé le LSD comme arme de guerre, par pulvérisation aérienne sur la population spiripontaine ainsi que par la contamination de produits alimentaires locaux.
Hank Albarelli se base sur des documents déclassifiés qui mentionnent « l'incident de Pont-Saint-Esprit », notamment dans une conversation entre un agent de la CIA et un scientifique du laboratoire suisse Sandoz où travaillait le chimiste Albert Hoffman, le découvreur du LSD. Hank Albarelli s'appuie sur le témoignage d'anciens chercheurs de la CIA à Fort Detrick, qui lui auraient déclaré que la ville du Gard a subi une « pulvérisation aérienne » à base de LSD. Cet « échec complet », d'après les chercheurs, aurait été suivi par une seconde phase de contamination de « produits alimentaires locaux ».
Les habitants de Pont-Saint-Esprit, comme des milliers d'Américains et autres, auraient servi de cobayes pour tester la dissémination à grande échelle de cette drogue, dans le cadre de MK-NAOMI. Hank Albarelli explique en détail sa version des faits lors d'une interview (en anglais) donnée à la radio suédoise RedIce, le 11 février 2010. Dans son no 559 du 18 février 2010, l'hebdomadaire nîmois La Gazette fait état de cette thèse, suivi par d'autres médias,. Les hallucinations qui accompagnent les convulsions de l'ergotisme sont similaires à celles déclenchées par le LSD (l'acide lysergique, base du LSD, est synthétisé à partir de l'ergot de seigle).
En 2015, Olivier Pighetti réalise le film documentaire Pont-Saint-Esprit, 1951 : 5 morts, 30 internés, 300 malades – Le complot de la CIA, diffusé à la télévision française sur France 3.

### L'hypothèse du cocktail de drogues et psychotropes
Dans son ouvrage de 2024 , le chercheur Francis Fleurat-Lessard réfute l'hypothèse d'une contamination accidentelle (par l'ergot de seigle, un fongicide, une eau polluée ou des produits de blanchiment de la mie : p. 78-80) puis il reprend l'enquête d'Hank Albarelli et sa thèse de l'empoisonnement par la CIA, lors d'un test grandeur nature de dissémination de LSD, tout en précisant qu'il ne pouvait s'agir de LSD seul, en raison de la gravité des troubles observés et du délai entre l'apparition des troubles principaux et la consommation du pain : « Le plus inattendu, qui ne correspond pas du tout aux effets du LSD ou d'autres alcaloïdes d'ergot de seigle, c'est que 35 malades, les plus atteints, ont dû être internés en hôpital psychiatrique et qu'ils ont fait des rechutes et gardé des séquelles pendant plusieurs mois [...]. On ne voit jamais ça avec le LSD, surtout avec une seule prise de drogue (p. 152) ». En analysant les symptômes des victimes et les substances psychotropes connues et étudiées par la CIA à l'époque des faits, il conclut que « le syndrome spiripontain [...] peut être assimilé à une psychose toxique induite [survenue] dans le cas de prises simultanées de drogues psychotropes et de barbituriques (p. 140) », émettant l'hypothèse que « l'association de barbituriques au LSD [aurait] été décidée à la dernière minute pour apaiser les craintes d'un effet imprévu sur la santé des individus exposés (p. 345) » sans que Frank Olson n'ait pu la tester sur des animaux de laboratoires.

#### Document F-2020-01831
Le 15 novembre 2022 dans une liste de documents de la CIA à déclassifier, apparait une mention indiquant « ...tous les documents relatifs à la durée du projet y compris les fichiers de Pont-Saint-Esprit... (...any and all records relating to project span including pont-saint-esprit files...) » sans que l'on sache, à ce stade, si le document F-2020-01831 est lié à une activité de l'agence américaine.

## Conclusion provisoire
En 2002, Régis Delaigue indique dans son ouvrage Le Feu Saint-Antoine et l'étonnante intoxication ergotée que l'affaire du pain maudit de Pont-Saint-Esprit n'est toujours pas élucidée.
Cependant, pour des chercheurs au laboratoire de toxicologie de l'INRA, Isabelle Oswald et Olivier Puel, qui étudient les mycotoxines, les « symptômes des habitants de Pont-Saint-Esprit, hallucinations et signes de vasoconstriction, font penser à une crise d'ergotisme ».

## Portée juridique
En 1965, la justice estime que la cause de l’affaire est une farine avariée. Dans l'arrêt rendu par la Cour de cassation, le vendeur est tenu de réparer, sur le fondement de la garantie des vices cachés, le défaut de sécurité.
Cet arrêt a une portée notable en droit. La Cour de cassation assimile le vendeur professionnel à un vendeur de mauvaise foi. Cela signifie que si le vendeur est professionnel, il n'y a pas besoin de prouver qu'il est de mauvaise foi pour appliquer la garantie des vices cachés. C'est la première fois que le principe selon lequel le vendeur professionnel est réputé connaître les vices de la chose. Cette solution est toujours retenue aujourd'hui.

## Postérité
- Le scénario du 7e album BD de la série Luc Orient, Le Cratère aux sortilèges, dessiné par Eddy Paape, paru en 1974 racontant l'hystérie hallucinatoire d'un village frappé par une météorite dégageant un gaz vert, pourrait avoir été inspiré à Greg en partie par cette affaire.
- Le 13 février 2010, France 3 a diffusé le téléfilm Le Pain du diable, dont le scénario est inspiré de cette affaire[réf. souhaitée].
- En 2012, le livre Histoires vraies en Languedoc-Roussillon[29] de Hubert Delobette relate dans le détail cette intoxication.
- L'intoxication est également le point de départ d’un roman de Christophe Claro, Tous les diamants du ciel paru en 2012[30].
- En 2013, un reportage intitulé « Madeleine memories : Le secret dénoncé » a été diffusé sur Arteradio[31].
- Le 30 juin 2015 l'émission L’heure du Crime présentée par Jacques Pradel sur RTL y consacre un épisode intitulé L'affaire de Pont-Saint-Esprit.
- Le 8 juillet 2015, un documentaire d'Olivier Pighetti sur cette affaire est diffusé sur France 3.
- Pont-Saint-Esprit, les cercles de l'enfer[32], roman de Laurent Mantese, se déroule durant les événements et les relate en prenant le point de vue d'un des intoxiqués. Aux éditions La Clef d'Argent, coll. « LoKhaLe » no 2, 2015, postface de Jean-Pierre Favard  (ISBN 9791090662261)  (ISSN 2428-0542).
- La série de bandes dessinées Le Mal de Houot fait également référence au mal des ardents.
- L'émission Affaires sensibles du 7 février 2017 sur France Inter est consacrée à ce sujet[33], en prenant comme références les livres de Steven Kaplan et de Laurent Mantese.
- L'émission Une histoire particulière, un récit documentaire en deux parties des 18 et 19 novembre 2017 sur France Culture est consacrée à ce sujet[34].
- Le 18 octobre 2018, le créateur de contenu Squeezie publie une vidéo YouTube dans laquelle il parle de l'affaire.
- L'émission Hondelatte raconte du 19 février 2019, diffusée sur Europe 1, est consacrée à l'affaire.
- La pièce de théâtre Pain maudit, composée en 2019[35][réf. non conforme].
- L'émission Nuit Blanche du 17 juin 2019, proposée par RTS, consacre à l'affaire un podcast intitulé Les Possédés de Pont-Saint-Esprit.

- La série télévisée Astrid et Raphaëlle fait référence aux « possédés de Pont-Saint-Esprit » dans le double épisode 1 et 2, Hantise, diffusé le 13 mars 2020 sur France 2, l'affaire sert d'introduction à l'ergot du seigle qui joue un rôle central dans l'intrigue de l'épisode.
- Dans l'émission Entrez dans l'histoire, diffusée sur RTL, Laurent Deutsch consacre un épisode à l'affaire en 2025